# Mansa (titolo)
Mansa era il titolo portato dai sovrani dell'impero del Mali e più nello specifico da quelli della dinastia Keïta che dominarono l'Africa dell'Ovest fra il XIII e il XIV secolo. Il potere dei Mansa includeva il diritto di dispensare la giustizia e il monopolio del commercio, specialmente dell'oro.
Sundjata Keïta fu il primo a portare questo titolo. La successione dell'Impero ci è nota grazie alla Storia dei berberi e delle dinastie musulmane dell'Africa settentrionale di ibn Khaldun.
Il titolo fu poi portato anche dai sovrani di alcuni stati successori del Mali, tra cui Kaabu.